# 짧은코덤불쥐
짧은코덤불쥐(Grammomys brevirostris)는 쥐과에 속하는 설치류의 일종이다. 케냐의 토착종이다.

## 생태
나무 위에서 생활하는 수상성 동물이며, 야행성 동물로 추정된다.

## 분포 및 서식지
케냐 남서부 로이타 초원의 롤리온도(Loliondo) 레메시키오(Lemesikio) 근처에서 1970년에 포획된 암컷 표본만이 유일하게 알려져 있다. 이 표본은 현재 런던 자연사 박물관에 보관되어 있다.